# Cantone di Cherbourg-Octeville-Sud-Ovest
Il Cantone di Cherbourg-Octeville-Sud-Ovest era una divisione amministrativa dell'arrondissement di Cherbourg.
È stato soppresso a seguito della riforma complessiva dei cantoni del 2014, che è entrata in vigore con le elezioni dipartimentali del 2015.
Comprendeva parte della città di Cherbourg-Octeville e i comuni di
- Couville
- Hardinvast
- Martinvast
- Saint-Martin-le-Gréard
- Tollevast